# Хавтаси, Сергей Ражденович
Сергей Ражденович Хавтаси (1918 год, Озургетский уезд, Кутаисская губерния — неизвестно, Махарадзевский район, Грузинская ССР) — колхозник колхоза имени Чарквиани Махарадзевского района, Грузинская ССР. Герой Социалистического Труда (1950).

## Биография
Родился в 1918 году в крестьянской семье в одном из сельских населённых пунктов Озургетского уезда. С середины 1930-х годов трудился на чайной плантации колхоза имени Чарквиани Махарадзевского района.
В 1949 году собрал 6684 килограмма сортового чайного листа на участке площадью 0,5 гектаров. Указом Президиума Верховного Совета СССР от 19 июля 1950 года удостоен звания Героя Социалистического Труда за «получение высокого урожая сортового зелёного чайного листа в 1949 году» с вручением ордена Ленина и золотой медали «Серп и Молот» (№ 5234).
Этим же указом званием Героя Социалистического Труда были награждены труженики колхоза имени Чарквиани Роза Георгиевна Дарчия и Зинаида Ираклиевна Ломинадзе.
После выхода на пенсию проживал в Махарадзевском районе. Дата смерти не установлена.